# Campo celtico
Il campo celtico è un nome popolare dato alle tracce delle prime sistemazioni di campi utilizzati per l'agricoltura preistorica trovati nelle Isole Britanniche e nell'Europa nord-occidentale, per es. Belgio, Paesi Bassi e Germania. Il nome gli venne dato da O.G.S. Crawford. Essi sono talvolta preservati in aree che furono aziende agricole che non sono state adottate e possono risalire ad ogni tempo compreso tra la prima età del bronzo (1800 a.C. ca.) fino al primo periodo medievale, oltre che essersi preservati come fortificazioni (earthworks) o soilmark.
I campi celti sono caratterizzati nei loro paraggi da altri antichi "aspetti" (feature) come recinti, viottoli sommersi (sunken lane) e fattorie e sono divisi in un mosaico di terreni formati di appezzamenti quadrati raramente più grandi di 2.000 m², sebbene siano noti esempi più grandi (per es. Dorset e Wiltshire). La loro piccola taglia implica che ognuno di essi fosse coltivato da un singolo individuo della famiglia.
I lynchet, attestazione della prima aratura, possono spesso essere visti alle estremità superiore e inferiore. L'agricoltura romana su larga scala li venne a sostituire nei bassopiani britannici ed essi risultano così più comuni nelle regioni meno accessibili come la West Country.